# Сутиски (село)
Сути́ски — село в Україні, у Глухівській міській громаді Шосткинського району Сумської області. Населення становить 70 осіб. До 2020 орган місцевого самоврядування — Дунаєцька сільська рада.

## Географія
Село Сутиски розташоване біля урочища Глибоке, за 2 км від села Уздиця, та за 4 км від села Дунаєць. 
Село оточене сосновим, ясеновим та дубовим лісовим масивом.

## Назва
Назва походить від слова "Сутички", як згадують старожили, селом в давнину чумаки перевозили сіль з Криму, а розбійники, які жили неподалік, нападали на чумаків та грабували їх.

## Історія
12 червня 2020 року, відповідно до розпорядження Кабінету Міністрів України № 723-р «Про визначення адміністративних центрів та затвердження територій територіальних громад Сумської області», село увійшло до складу Глухівської міської громади.
19 липня 2020 року, в результаті адміністративно-територіальної реформи та ліквідації Глухівського району, село увійшло до складу новоутвореного Шосткинського району.

## Пам'ятки
- Братська могила чумаків, місце де були найчастіші напади на чумаків.